# He Fell in Love with His Wife (film 1916)
He Fell in Love with His Wife è un film muto del 1916 diretto da William Desmond Taylor. La sceneggiatura di Julia Crawford Ivers si basa su He Fell in Love with His Wife, romanzo di E.P. Roe pubblicato a New York nel 1886.

## Trama
Alida Armstrong lascia Wilson Ostrom dopo aver scoperto che il marito era già sposato a un'altra. Per vivere, accetta un lavoro di governante da James Holcroft. I due, per non suscitare una marea di pettegolezzi sul fatto che vivano insieme, si sposano ma il loro è un matrimonio di convenienza. Con il passare del tempo, cominciano ad amarsi e, quando Ostrom sopraggiunge per riprendersi Alida, James lo affronta. Durante la lotta che ne consegue, Ostrom cade da una rupe, restando ucciso.

## Produzione
Il film fu prodotto dalla Hobart Bosworth Productions e dalla Pallas Pictures.

## Distribuzione
Il copyright del film, richiesto da J. C. Ivers, fu registrato il 27 gennaio 1916 con il numero LP7550.

Distribuito dalla Famous Players-Lasky Corporation e dalla Paramount Pictures, il film uscì nelle sale cinematografiche statunitensi il 17 febbraio 1916.
Copia completa della pellicola si trova conservata negli archivi dell'UCLA di Los Angeles.